# Hypoleria alemanicus
Hypoleria alemanicus är en fjärilsart som beskrevs av William Chapman Hewitson 1856. Hypoleria alemanicus ingår i släktet Hypoleria och familjen praktfjärilar. Inga underarter finns listade i Catalogue of Life.